# Беджихова
Беджихова (пол. Biedrzychowa, нім. Friedrichswalde) — село в Польщі, у гміні Польковиці Польковицького повіту Нижньосілезького воєводства.
Населення — 105 осіб (2011).
У 1975-1998 роках село належало до Легницького воєводства.

## Демографія
Демографічна структура станом на 31 березня 2011 року:
|          | Загалом | Допрацездатний вік | Працездатний вік | Постпрацездатний вік |
| -------- | ------- | ------------------ | ---------------- | -------------------- |
| Чоловіки | 54      | 14                 | 39               | 1                    |
| Жінки    | 51      | 12                 | 35               | 4                    |
| Разом    | 105     | 26                 | 74               | 5                    |